# Court No. 1
Het Court No.1 is een tennisstadion van de All England Lawn Tennis and Croquet Club in Londen, waar jaarlijks het grandslamtoernooi Wimbledon wordt gehouden.
Het stadion werd geopend in 1997, ter vervanging van het oude Court No. 1, dat sinds 1928 in gebruik was en een capaciteit had van 7.328 mensen (1992-1996). Het huidige stadion heeft sinds 2019 een capaciteit van 12.345 mensen. Tegenwoordig wordt het stadion voornamelijk gebruikt tijdens Wimbledon, maar soms ook daarbuiten, bijvoorbeeld voor een Daviscupwedstrijd. 
Sinds 2019 kan deze baan net als het Centre Court overdekt worden, zodat ook hier kan worden doorgespeeld bij regen en er ook hier avondpartijen kunnen worden gespeeld.

## Capaciteit
| Jaar | Zitplaatsen | Staanplaatsen | Totaal |      | Jaar   | Zitplaatsen | Staanplaatsen | Totaal |        | Jaar | Zitplaatsen | Staanplaatsen | Totaal |
| ---- | ----------- | ------------- | ------ | ---- | ------ | ----------- | ------------- | ------ | ------ | ---- | ----------- | ------------- | ------ |
| 1971 | 5.100       | ?             | ?      |      | 1989   | 6.507       | 1.500         | 8.007  |        | 2008 | 11.393      | –             | 11.393 |
| 1972 | 5.100       | ?             | ?      | 1990 | 6.507  | 1.000       | 7.507         | 2009   | 11.393 | –    | 11.393      |               |        |
| 1973 | 5.100       | ?             | ?      | 1991 | 6.508  | 1.000       | 7.508         | 2010   | 11.393 | –    | 11.393      |               |        |
| 1974 | 5.100       | ?             | ?      | 1992 | 6.508  | 820         | 7.328         | 2011   | 11.393 | –    | 11.393      |               |        |
| 1975 | 5.100       | ?             | ?      | 1993 | 6.508  | 820         | 7.328         | 2012   | 11.393 | –    | 11.393      |               |        |
| 1976 | 5.100       | ?             | ?      | 1994 | 6.508  | 820         | 7.328         | 2013   | 11.393 | –    | 11.393      |               |        |
| 1977 | 5.100       | ?             | ?      | 1995 | 6.508  | 820         | 7.328         | 2014   | 11.393 | –    | 11.393      |               |        |
| 1978 | 5.100       | ?             | ?      | 1996 | 6.508  | 820         | 7.328         | 2015   | 11.393 | –    | 11.393      |               |        |
| 1979 | 5.100       | ?             | ?      | 1997 | 11.432 | –           | 11.432        | 2016   | 11.393 | –    | 11.393      |               |        |
| 1980 | 5.100       | 1.500         | 6.600  | 1999 | 11.429 | –           | 11.429        | 2017   | 11.393 | –    | 11.393      |               |        |
| 1981 | 6.350       | 1.500         | 7.850  | 2000 | 11.429 | –           | 11.429        | 2018   | 11.393 | –    | 11.393      |               |        |
| 1982 | 6.286       | 1.500         | 7.786  | 2001 | 11.428 | –           | 11.428        | 2019   | 12.345 | –    | 12.345      |               |        |
| 1983 | 6.286       | 1.500         | 7.786  | 2002 | 11.429 | –           | 11.429        | 2020   | 12.345 | –    | 12.345      |               |        |
| 1984 | 6.286       | 1.500         | 7.786  | 2003 | 11.429 | –           | 11.429        | 2021   | –      | –    | –           |               |        |
| 1985 | 6.340       | 1.500         | 7.840  | 2004 | 11.429 | –           | 11.429        | 2022   | 12.345 | –    | 12.345      |               |        |
| 1986 | 6.340       | 1.500         | 7.840  | 2005 | 11.429 | –           | 11.429        | 2023   | 12.345 | –    | 12.345      |               |        |
| 1987 | 6.340       | 1.500         | 7.840  | 2006 | 11.429 | –           | 11.429        |        |        |      |             |               |        |
| 1988 | 6.340       | 1.500         | 7.840  | 2007 | 11.429 | –           | 11.429        |        |        |      |             |               |        |

1. ↑  De capaciteit van het aantal zitplaatsen was beperkt vanwege de coronamaatregelen en fluctueerde gedurende het kampioenschap..

## Afmetingen
Het totale grasoppervlak op het Centre Court is 41 meter x 22 meter.